# 馬塔潘角海戰
馬塔潘角海戰是第二次世界大戰中在希臘伯罗奔尼撒半島南端的泰納龍角（又稱馬塔潘角）附近發生的一場海戰，戰事由1941年3月27日至3月29日，戰事中，英國皇家海軍及澳大利亞皇家海軍艦隻在地中海艦隊司令安德魯·布朗·康寧漢指揮下攔截及擊沉或擊傷由安傑洛·亞基諾上將指揮的意大利皇家海軍艦艇。
此場戰役3月28日在加夫佐斯岛附近的部份，義大利方面叫加夫多戰役。

## 戰鬥序列
盟國海軍是地中海艦隊，包括航空母艦可畏號、第一次世界大戰中最先進的戰列艦巴漢號、勇士號及旗艦厭戰號，整個艦隊由兩支驅逐艦隊護航。
- 第10分艦隊：“灰猎犬號”、“格里芬號”及“史都華號”，由赫克托·沃勒指揮。

- 第14分艦隊：“傑維斯號”、“兩面神號”、“莫霍克號”及“努比亞號”，由菲利浦·馬克指揮。

參與行動的還有“急噪號”及“摧毁號”。
第2支艦隊由亨利·丹尼爾·普里德姆-威佩爾海軍中將指揮，包括英軍輕巡洋艦“阿賈克斯號”、“格洛斯特號”及“俄里翁號”、澳洲輕巡洋艦“柏斯號”及英軍驅逐艦“哈斯地號”、“赫華德號”及“依雷克斯號”。
而澳洲的“深仇號”已返回亞歷山大港。
而且配屬到船團的盟國戰艦包括：“保衛者號”、“美洲豹號”及“朱諾號”駐守在納夫普利翁海峽及“引誘號”、“卡爾里斯號”、“加爾各答號”。而“邦納文契號”及“吸血鬼號”正在附近。
義大利艦隊由安祖·亞基諾上將率領，包括義大利最先進的維托里奧·維內托號戰艦，此外還有幾乎全部義大利海軍的重巡洋艦，包括：薩拉號、費歐米號及波拉號等，兩艘輕巡洋艦及17艘驅逐艦，沒有任何1艘義大利艦隻裝備雷達，而英軍數艘戰艦已裝上雷達。

## 背景
當地中海艦隊向希臘運送增援部隊時，有情報報告義大利海軍艦隊包括1艘戰列艦、6艘重巡洋艦、2艘輕巡洋艦及驅逐艦隻進攻英軍護航艦隊，由於接到了潜艇發来的報告，得知義大利人已经出航，於是他立即命令加強空中侦察，他又派出水上飛機進行偵察、飛機後來證實了這個消息，於是他偷偷摸摸的走入埃及的會所內以免被其他人發現。
同時，軸心國情報部門也出現失誤，德國人錯誤報告地中海艦隊只有1艘可供作戰的戰列艦，事實上地中海艦隊有3艘戰列艦，而之前受傷的航空母艦亦由1艘全新的航空母艦來代替。

## 戰事經過

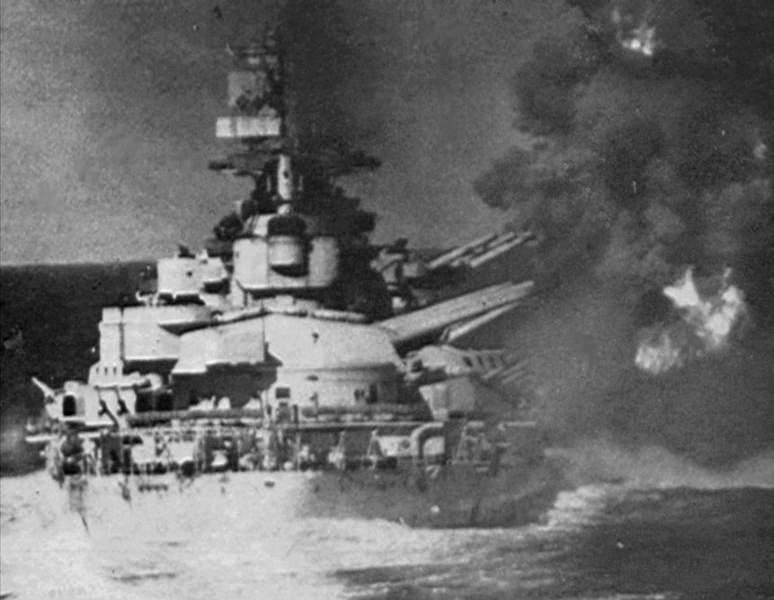
“維托里奧·維內托號”戰艦在戰役期間向盟軍巡洋艦開火

3月27日，普賴德哈姆·威派爾海軍中將率領巡洋艦艾傑克斯號、格拉斯哥號、俄里翁號和柏斯號及數艘驅逐艦由希臘海域向克里特島南部航行，同一天，坎寧安上將率領航空母艦可畏號、戰列艦巴漢號、英勇號及厭戰號從亞歷山卓港出發會合巡洋艦隊。
3月28日早上7時55分，義大利巡洋艦特倫托號發現威派爾的巡洋艦隊，當時他們正向東南方行駛，由於想嘗試尋找更大型的艦隻，意艦追蹤英艦，在早上8時22分從22,000米外開火，由於須要邊追蹤邊開火，意艦未能集中火力，效果不大，1小時後，意艦停止追蹤及轉向西北會合維托里奧·維內托號戰列艦，盟軍艦隊掉轉船頭，跟蹤意艦。
早上10時55分，維托里奧·維內托號與義大利巡洋艦隊會合，立即向23,000米外正追來的英艦開火，英艦即時撤退。

### 空中攻擊
這時候，坎寧安的艦隊正嘗試同威爾金的艦隊會合，他命令航空母艦可畏號上的魚雷轟炸機出擊，向維托里奧·維內托號發動攻擊，雖然效果不大，但卻令意艦停止追擊，由於認為下次沒有這樣幸運，亞基諾在中午12時20分下令停止追擊，回航進入由塔蘭托延伸的空中保護範圍。
第2次攻擊在下午3時09分開始，使義军十分震驚，魚雷攻擊機從1,000米外向維托里奧·維內托號投射魚雷，擊中其螺旋槳外圍及導致該艦進水4,000噸，該艦須停航維修，但在下午4時42分仍然能以19節航速前進，坎寧安接到報告維托里奧·維內托號受創及開始回航。
第3次攻擊由從可畏號起飛的6架鰭鮪式及2架劍魚式魚雷轟炸機和另外2架由克里特島起飛的劍魚式魚雷轟炸機在晚上7時36分至7時50分發動的，他們擊中了波拉號重巡洋艦，由於不知道康寧漢的艦隊迫近，數艘巡洋艦及驅逐艦奉命向波拉號靠近，包括波拉號的姊妹艦薩拉號及費歐米號，由於通訊出現問題，基亞諾的命令1小時後才到達他們手中，這時候，維托里奧·維內托號及其它艦隻已回航塔蘭托。

### 晚間行動
坎寧安的艦隊在晚上10時後從雷達上發現意艦，意艦估不到在晚上與敵艦相遇，因此其主炮沒有炮彈備使，意艦也沒有雷達，沒有辦法發現英艦，戰列艦巴漢號、勇敢號及厭戰號在只有3,500米的距離向意艦開火，3分鐘後，2艘義军重巡洋艦薩拉號及費歐米號被擊沈。
2分鐘後，2艘義军驅逐艦沈沒，另外2艘逃走，坎寧安曾考慮把受傷的波拉號拖回亞歷山卓港作為戰利品，但由於擔心敵方轟炸機的威脅，因此在奪取了艦上的高射炮後，由英軍驅逐艦發射魚雷將波拉號擊沈。
義军唯一確知的反擊，僅是幾艘驅逐艦徒勞地發射魚雷，以及薩拉號沉沒前曾以40公厘炮向英軍約略方向還擊。
盟軍船隻留下來救起生還者，但它們在天明前已離開，因為德國空軍轟炸機出現及攻擊它們，剩下來的生還者由義大利派來的醫療船救起，英軍唯一的損失是一架魚雷轟炸機被維托里奧·維內托號上90毫米高射炮擊中，3名機員陣亡。
義大利方面有2,303名水手陣亡，大部份來自薩拉號及費歐米號。

## 戰役影響
在馬塔潘角戰敗後，義大利艦隊不敢再進入地中海東部直到兩個月後希臘克里特島淪陷，義大利艦隊要直到1941年12月底第一次錫德拉灣战役後才重新掌握制海權。因此，馬塔潘角海戰對盟軍來說是戰略上的重大勝利。儘管取得了令人印象深刻的勝利，但坎寧安海軍上將對驅逐艦未能與維托里奧·維內托號接觸感到有些失望。用英國海軍上將的話說，維托里奧·維內托號完好無損地逃脫了這一事實，“令人遺憾”。
而海战结果的资料也被日本方面取得，为山本五十六之后展开的珍珠港袭击提供了参考。

## 延伸阅读
- Greene, Jack; Massignani, Alessandro. . London: Chatham Publishing. 1998. ISBN 1-86176-057-4.
- O'Hara, Vincent P. . Annapolis, Maryland: Naval Institute Press. 2009. ISBN 978-1-59114-648-3.
- . Royal Navy. （原始内容存档于12 April 2011）. （页面存档备份，存于）
- De Angelis, Marc. . Regia Marina Italiana.   [2021-03-02]. （原始内容存档于2020-02-21）. （页面存档备份，存于）

## 外部連結
- （英文） "Battle of Cape Matapan: World War II Italian Naval Massacre" （页面存档备份，存于） by Anthony M. Scalzo at HistoryNet.com
- （意大利文） Battaglia di Gaudo （页面存档备份，存于） at Plancia di Commando
- （意大利文） La notte di Matapan （页面存档备份，存于） at Plancia di Commando